# Я мысленно вхожу в ваш кабинет (песня)
«Я мы́сленно вхожу́ в ваш кабине́т» — песня Давида Тухманова на стихи Максимилиана Волошина из концептуального альбома Тухманова «По волне моей памяти» (1976). Отбор всего литературного материала для альбома, включая стихотворение Волошина «Р. М. Хин» (а точнее — его первые десять строк и начало одиннадцатой), и фактическое продюсирование альбома были сделаны женой Тухманова Татьяной Сашко. Первый исполнитель песни — Мехрдад Бади, который записал для альбома ещё песню «Доброй ночи».

## История
Музыка Давида Тухманова

Слова Максимилиана Волошина

Я мысленно вхожу в ваш кабинет,

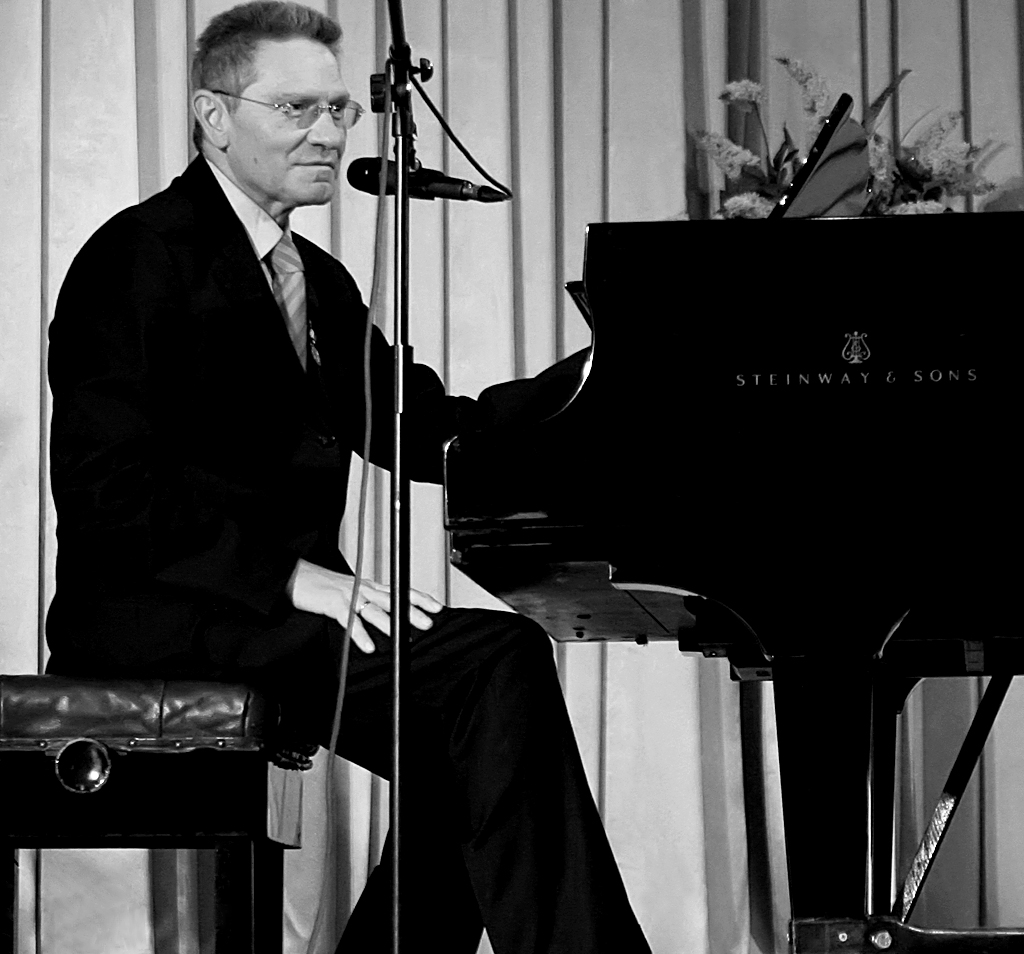
Давид Тухманов. 2007

Здесь те, кто был, и те, кого уж нет,

Но чья для нас не умерла химера.

И бьётся сердце, взятое в их плен.

Бодлера лик, нормандский ус Флобера,

Скептичный Франс, святой сатир Верлен,

Кузнец Бальзак, чеканщики Гонкуры…

Их лица терпкие и четкие фигуры

Глядят со стен и спят в сафьянах книг,

Глядят со стен и спят в сафьянах книг.

Их дух, их мысль, их ритм, их крик…

Я верен им, я верен им.

Их дух, их мысль, их ритм, их крик…

Я верен им, я верен им.
Жена Давида Тухманова и фактический продюсер концептуального альбома «По волне моей памяти» Татьяна Сашко, отбиравшая для него весь литературный материал, выбрала в том числе и начальный фрагмент из стихотворения Максимилиана Волошина «Р. М. Хин».
Перс Мехрдад Бади, вокалист полуофициальной московской джаз-роковой группы «Арсенал», которого Тухманов пригласил к себе на прослушивание, был далёк от официальной музыки: «Давид Тухманов — это был, конечно, известный такой советский композитор, к которому относились уважительно, но это была не наша музыка!» Встречи с Тухмановым и последующая запись происходили в секрете:
Лично мне не нравилось, когда я приходил к Давиду Фёдоровичу домой, и он мне что-то наигрывал на пианино, легонечко. Я так и не мог понять ни аранжировки, ни общей концепции этой песни, ни как она будет звучать — ничего этого мне не давалось.

## Участники записи 1975—1976 годов
- Борис Пивоваров (гитара)
- Аркадий Фельдбарг (бас-гитара, скрипка)
- Владимир Плоткин (ударные)
- Давид Тухманов (фортепиано, орган, синтезатор, электропиано)
- Медная группа ансамбля «Мелодия» под управлением Георгия Гараняна
- Струнная группа Большого симфонического оркестра Всесоюзного радио и телевидения (дирижёр Константин Кримец)
- Звукорежиссёр Николай Данилин

## Комментарии
1. ↑  На обороте конверта альбома «По волне моей памяти» было написано: «Литературный материал подобран Татьяной Сашко».